# La Garde-Freinet
La Garde-Freinet es una comuna del sur de Francia, en el departamento de Var, en la región de Provenza-Alpes-Costa Azul.
Tradicionalmente se localiza en La Garde-Freinet el sitio de asentamiento de los sarracenos en la Provenza oriental (Fraxinet) durante los años 890-972. Desde esta base organizaron constantes expediciones de pillaje en Provenza, Italia y los Alpes.
El conde Guillermo I de Provenza logró expulsar a los sarracenos tras su victoria en la batalla de Tourtour.

## Demografía
| 1134 | 1332 | 1241 | 1402 | 1465 | 1619 |
| Para los censos de 1962 a 1999 la población legal corresponde a la población sin duplicidades (Fuente: INSEE [Consultar]) |      |      |      |      |      |